# Bartolommeo Zanon
Bartolommeo Zanon (ibland stavat Bartolomeo), född 1792 i Chies d'Alpago, död 1855, var en italiensk farmakolog.
Han studerade speciellt sammansättningen av vatten i mineralkällor.
1846 identifierade han ämnet achillein, som kan utvinnas från rölleka, Achillea millefolium.